# Gran Premio motociclistico di Jugoslavia 1978
Il Gran Premio motociclistico di Jugoslavia fu l'ultimo appuntamento del motomondiale 1978.
Si svolse il 17 settembre 1978 presso il nuovo Automotodrom Grobnik (costruito in quattro mesi grazie all'aiuto di migliaia di volontari e dell'esercito per sostituire il pericoloso circuito di Abbazia) alla presenza di oltre 50.000 spettatori, e corsero le classi 50, 125, 250 e 350.
In 350 facile vittoria per Gregg Hansford, agevolata dal ritiro di Kork Ballington (pistone rotto). Dietro l'australiano si scatenò la battaglia per la seconda posizione tra Gianfranco Bonera, Vic Soussan, Patrick Fernandez, Tom Herron, Jon Ekerold e Paolo Pileri: a spuntarla fu Bonera.
Podio tutto Kawasaki in 250: Hansford prese il largo e vinse, mentre Ballington si accontentò del terzo posto (a causa di problemi al motore), sufficiente per il titolo iridato della categoria. Secondo fu Anton Mang in sella ad una KR 250 semiufficiale.
Le gare di 50 e 125 furono dominate rispettivamente da Ricardo Tormo e Ángel Nieto.

## Classe 350

### Arrivati al traguardo
| Pos | Pilota              | Moto       | Tempo     | Punti |
| --- | ------------------- | ---------- | --------- | ----- |
| 1   | Gregg Hansford      | Kawasaki   | 58' 21" 2 | 15    |
| 2   | Gianfranco Bonera   | Yamaha     | +7" 3     | 12    |
| 3   | Patrick Fernandez   | Yamaha     | +21" 2    | 10    |
| 4   | Vic Soussan         | Yamaha     | +24" 5    | 8     |
| 5   | Jon Ekerold         | Yamaha     | +31" 8    | 6     |
| 6   | Anton Mang          | Kawasaki   |           | 5     |
| 7   | Olivier Chevallier  | Yamaha     |           | 4     |
| 8   | Vanes Francini      | Yamaha     |           | 3     |
| 9   | Giovanni Pelletier  | Yamaha     |           | 2     |
| 10  | Roland Freymond     | Yamaha     |           | 1     |
| 11  | Mario Lega          | Morbidelli |           |       |
| 12  | Gianni Rolando      | Yamaha     |           |       |
| 13  | Franco Marcheggiani | Yamaha     |           |       |

### Ritirati
| Pilota          | Moto       | Motivo ritiro         |
| --------------- | ---------- | --------------------- |
| Kork Ballington | Kawasaki   | rottura di un pistone |
| Paolo Pileri    | Morbidelli | rottura del cambio    |

## Classe 250

### Arrivati al traguardo
| Pos | Pilota              | Moto       | Tempo      | Punti |
| --- | ------------------- | ---------- | ---------- | ----- |
| 1   | Gregg Hansford      | Kawasaki   | 49' 28" 98 | 15    |
| 2   | Anton Mang          | Kawasaki   | +4" 00     | 12    |
| 3   | Kork Ballington     | Kawasaki   | +4" 31     | 10    |
| 4   | Paolo Pileri        | Morbidelli | +13" 91    | 8     |
| 5   | Jon Ekerold         | Yamaha     | +31" 68    | 6     |
| 6   | Patrick Fernandez   | Yamaha     |            | 5     |
| 7   | Mario Lega          | Morbidelli |            | 4     |
| 8   | Pentti Korhonen     | Yamaha     |            | 3     |
| 9   | Roland Freymond     | Yamaha     |            | 2     |
| 10  | Eero Hyvärinen      | Yamaha     |            | 1     |
| 11  | Hans Müller         | Yamaha     |            |       |
| 12  | Giovanni Pelletier  | Yamaha     |            |       |
| 13  | Vanes Francini      | Yamaha     |            |       |
| 14  | Bernd Tüngethal     | Yamaha     |            |       |
| 15  | Franco Marcheggiani | Yamaha     |            |       |
| 16  | Giorgio Avveduti    | Yamaha     |            |       |
| 17  | René Delaby         | Yamaha     |            |       |
| 18  | Olivier Liégeois    | Yamaha     |            |       |
| 19  | Marijan Kosic       | Yamaha     |            |       |
| 20  | Vuk Tomanovic       | Yamaha     |            |       |

### Ritirati
| Pilota              | Moto   | Motivo ritiro |
| ------------------- | ------ | ------------- |
| Maurizio Musco      | Yamaha |               |
| Yves de Kimpe       | Yamaha |               |
| Hervé Moineau       | Yamaha |               |
| Per-Edvard Carlsson | Yamaha |               |
| Leif Gustafsson     | Yamaha |               |
| Olivier Chevallier  | Yamaha |               |
| Thierry Espié       | Yamaha |               |
| Vic Soussan         | Yamaha |               |
| Adelio Faccioli     | Yamaha |               |
| Tom Herron          | Yamaha |               |

## Classe 125

### Arrivati al traguardo
| Pos | Pilota                 | Moto       | Tempo     | Punti |
| --- | ---------------------- | ---------- | --------- | ----- |
| 1   | Ángel Nieto            | Minarelli  | 44' 31" 3 | 15    |
| 2   | Hans Müller            | Morbidelli | +12" 8    | 12    |
| 3   | Pierluigi Conforti     | MBA        | +13" 1    | 10    |
| 4   | Harald Bartol          | Morbidelli | +25" 6    | 8     |
| 5   | Maurizio Massimiani    | Morbidelli | +43" 4    | 6     |
| 6   | Jean-Louis Guignabodet | Morbidelli | +43" 7    | 5     |
| 7   | Matti Kinnunen         | Morbidelli | +47" 8    | 4     |
| 8   | Per-Edvard Carlsson    | Morbidelli | +58" 4    | 3     |
| 9   | Patrick Plisson        | Morbidelli | +59" 7    | 2     |
| 10  | Thierry Noblesse       | Morbidelli | +1' 06" 4 | 1     |

### Ritirati
| Pilota            | Moto       | Motivo ritiro             |
| ----------------- | ---------- | ------------------------- |
| Thierry Espié     | Motobécane | rottura del motore        |
| Eugenio Lazzarini | MBA        | rottura di un carburatore |

## Classe 50

### Arrivati al traguardo
| Pos | Pilota             | Moto     | Tempo      | Punti |
| --- | ------------------ | -------- | ---------- | ----- |
| 1   | Ricardo Tormo      | Bultaco  | 38' 15" 02 | 15    |
| 2   | Eugenio Lazzarini  | Kreidler | +14" 58    | 12    |
| 3   | Patrick Plisson    | ABF      | +1' 24" 47 | 10    |
| 4   | Rolf Blatter       | Kreidler |            | 8     |
| 5   | Ingo Emmerich      | Kreidler |            | 6     |
| 6   | Hagen Klein        | Kreidler |            | 5     |
| 7   | Wolfgang Müller    | Kreidler |            | 4     |
| 8   | Enrico Cereda      | DRS      |            | 3     |
| 9   | Reiner Scheidhauer | Kreidler |            | 2     |
| 10  | Aldo Pero          | Kreidler |            | 1     |

## Fonti e bibliografia
- La Stampa, 17 settembre 1978, pag. 14 e 18 settembre 1978, pag. 15
- Motociclismo novembre 1978, pagg. 160-161
- Risultati della 250 su gazzetta.it